# Jüdische Gemeinde Nordstetten
Eine Jüdische Gemeinde in Nordstetten, einem Stadtteil von Horb am Neckar im Landkreis Freudenstadt im nördlichen Baden-Württemberg, bestand seit dem 17. Jahrhundert. Die jüdische Gemeinde existierte bis 1925.

## Geschichte
Im Jahr 1629 wird erstmals ein Jude Auerbacher aus Nordstetten genannt, der in Herrenberg getauft wurde. 1712 wurden durch die Grundherren Keller von Schleitheim jüdische Familien aus Hürben und Kriegshaber aufgenommen. Im 18. und 19. Jahrhundert lagen fast alle Häuser, in denen die jüdische Bevölkerung wohnte, in der Nähe des Schlosses.
Als 1787 die jüdischen Einwohner erbliche Familiennamen annehmen mussten, entschieden sich die Familienvorstände für folgende Namen: Auerbacher, Frank, Gideon (Gidion), Kahn, Kuhn, Levi, Ochs, Ottenheimer, Rothschild und Weil. Durch Auswanderung nach Nordamerika bzw. Abwanderung in die Städte wie Horb und Stuttgart ging die Anzahl der Mitglieder der jüdischen Gemeinde bis Ende des 19. Jahrhunderts stark zurück.
Die jüdische Gemeinde hatte eine Synagoge, ein rituelles Bad (Mikwe) und einen Friedhof. Im Jahr 1822 wurde die erste jüdische Elementarschule Württembergs eingerichtet, für die 1843 ein Schulhaus in der Hauptstraße 31 errichtet wurde. Diese Schule wurde 1878 aufgelöst. Der angestellte Lehrer übte zugleich die Funktion des Vorbeters und des Schochet aus.
Im 18. und Anfang des 19. Jahrhunderts hatte Nordstetten ein Rabbinat, zu dem auch die jüdische Gemeinde Dettensee und die jüdische Gemeinde Haigerloch gehörten. Seit 1832 gehörte Nordstetten zum Bezirksrabbinat Mühringen, das 1914 nach Horb verlegt wurde.
Berthold Auerbach ist 1812 in Nordstetten geboren und auch nach seinem Tod in Cannes auf dem jüdischen Friedhof Nordstetten, wie seine Vorfahren, bestattet. Er gehörte im 19. Jahrhundert zu den meistgelesenen Schriftstellern deutscher Sprache.

## Gemeindeentwicklung
| Jahr | Gemeindemitglieder |
| ---- | ------------------ |
| 1772 | 18 Familien        |
| 1807 | 176 Personen       |
| 1824 | 240 Personen       |
| 1846 | 352 Personen       |
| 1861 | 201 Personen       |
| 1900 | 65 Personen        |
| 1910 | 39 Personen        |
| 1933 | 12 Personen        |

## Nationalsozialistische Verfolgung
Die 1933 noch ansässigen jüdischen Familien lebten überwiegend vom Viehhandel, doch gehörten auch eine Mazzenbäckerei und eine Zigarrenfabrik jüdischen Eigentümern. An ehemaligen, bis nach 1933 bestehenden jüdischen Handels- und Gewerbebetrieben sind bekannt: Fett-, Öl- und Seifenhandlung Siegmund Auerbacher (Hauptstraße 50/1), Zigarrenfabrik Gebr. Gideon (Fabrikweg 12), Mazzenbäckerei Leo Rothschild (Fabrikstraße 34/36), Viehhandlung Hermann Weil (Fabrikweg 3). (aus: alemannia judaica)
Das Gedenkbuch des Bundesarchivs verzeichnet zwölf in Nordstetten (einschließlich des gleichnamigen Ortes Nordstetten (Gunzenhausen)) geborene jüdische Bürger, die dem Völkermord des nationalsozialistischen Regimes zum Opfer fielen.